# Hiroshi Kobayashi
Hiroshi Kobayashi (小林 寛, Kobayashi Hiroshi, Ibaraki, 17 maart 1959) is een Japans voormalig voetballer die als verdediger speelde en voetbaltrainer.

## Carrière
In 1977 ging Kobayashi naar de Chuo University, waar hij in het schoolteam voetbalde. Nadat hij in 1981 afstudeerde, ging Kobayashi spelen voor Furukawa Electric. Met deze club werd hij in 1985/86 kampioen van Japan. Kobayashi veroverde er in 1982 en 1986 de JSL Cup. In 8 jaar speelde hij er 111 competitiewedstrijden en scoorde 2 goals. Kobayashi beëindigde zijn spelersloopbaan in 1989.
In 1990 startte Kobayashi zijn trainerscarrière bij zijn ALO's Hokuriku. In september 2000 werd hij bij Kawasaki Frontale trainer. In 2001 werd hij bij Mito HollyHock trainer.